# Joan Pauli Joensen
Jóan Pauli Joensen (født 30. april 1945 i Sørvágur) er en færøsk kulturforsker, antropolog, historiker og professor i etnologi.
Han voksede op i Sørvágur og gik i Sørvágur skole i sin barndom. 1962 bestod realeksamenu på skúlanum á Giljanesi.
I august 1963 kom han som lærervikar til Gásadalur, hvor han blev indtil 1964.
Fra 1966 blev han indskrevet som student ved Aarhus Universitet, og fra 1970 var han også indskrevet ved Lunds Universitet, hvor afsluttede en fuld akademisk grad fra begge universiteter i etnografi, etnologi og historie.
I 1975 blev han doktor i filosofi ved Lunds Universitet og blev i 1980 lektor samme sted.
I 1987 blev han dr. phil. ved Aarhus Universitet.
Siden 1989 har han været fast professor i antropologi og etik ved Islands National Academy of Sciences. Han var rektor for Islands Nationale Videnskabsakademi fra 1991 til 1998 og fra 2004 til 2011.

## Udgivelser (udvalg)
- 1957 - Færøske sluppfiskere : etnologisk undersøgelse af en erhvervsgruppes liv.
- 1987 Fra bonde til fisker. Studier i overgangen fra bondesamfund til fiskersamfuhnd på Færøerne, 159 s.
- 2003 - I ærlige brudefolk. Bryllup på Færøerne, 372 s., Museum Tusculanums Forlag, København. ISBN 87-7289-808-9
- 2020 -Færøsk mad: HNJ's Ultimative Guide til Færøerne

## Priser
- 2015 - M.A. Jacobsens kulturpris for faglitteratur.

## Eksterne henvisniger
- Madkultur på Færøerne Arkiveret 2023-06-09 hos  Wayback Machine, gransking.
- Jóan Pauli Joensen Arkiveret 2023-06-09 hos  Wayback Machine, farlit.fo (på engelsk)
- Sød er selvgiven bid (Webside ikke længere tilgængelig), kvf.fo, 7. juli 2015